# Organizarea statală a Imperiului Otoman
Imperiul Otoman a moștenit un complicat amestec de tradiții politice de la diferite grupuri etnice: turci, perși, mongoli sau mesopotamieni. Statul Otoman s-a bazat pe principiul puterii absolute a monarhului. Cel care a reprezentat puterea centrală a fost sultanul care avea autoritatea să asigure justiția din Imperiu. Acesta își proteja personal cetățenii de actele de corupție ale guvernului.
Atribuția principală a sultanului era aceea de a supraveghea toți oficialii imperiului. În anumite cazuri, această supraveghere implica și amestecul personal  al sultanului în treburile interne ale statului, controlând în secret măsurile luate de Divan, care a reprezentat organismul consultativ central al imperiului. Periodic, sultanul inspecta administrațiile locale pentru a se asigura că magistrații își desfășurau corect activitatea. Dacă sultanul era de părere că oamenii erau martori ai unor injustiții, acesta intervenea direct și putea modifica orice decizie judecătorească.

## Sistemul juridic
Baza juridică a statului otoman s-a sprijinit pe doi stâlpi: dreptul musulman (șerî’a) și cutumele juridice ale populațiilor anexate de otomani cu ocazia cuceririlor.
Suveranii otomani au folosit în reglementările lor dreptul cutumiar sau dreptul vechi al popoarelor balcanice și, pentru Egipt, legile promulgate de mameluci. 
Guvernarea otomană s-a confruntat de multe ori în Balcani cu problemele privind exploatarea minelor, imposibil de rezolvat doar prin legea coranică. Astfel, nu a ezitat să folosească dreptul minier saxon în vigoare în cazul minelor sârbe sau bosniace. 
Juriștii otomani au realizat o culegere de reglementări ce priveau atelierele monetare, salinele, regimul pământului, fiscalitatea, regimul vamal, piețele și porturile. Însă această culegere nu a acoperit întreaga structură a statului, ceea ce l-a determinat pe Mahomed al II-lea să adopte un nou cod de legi cutumiare. Acesta cuprindea trei cărți care tratau succesiv dreptul penal, statutul timarioților și al țăranilor (re’âyâ), al nomazilor și al locuitorilor anumitor regiuni balcanice. 
Spre deosebire de dreptul bizantin, dreptul cutumiar otoman adopta orice lege, orice dispoziție juridică care lipsea din șerî’a, chiar dacă era vorba de administrația unei țări anexate. Codurile cutumiare otomane au cuprins și legi emise de către suverani creștini sau musulmani. 

### Puterea centrală
Sufletul imperiului era reprezentat de palatul imperial. Serviciul era asigurat de mai multe persoane: spahii, kapıcı (gardieni ai  porților Palatului), ceauși (çeavuș-i)-emisari ai suveranului sau chiar ambasadori, responsabilii cu aprovizionarea Curții, funcționari ai Trezoreriei etc. Serviciul Palatului era îndeplinit în mare parte de un personal de origine creștină, însă islamizat, al cărui număr a crescut în secolul al XV-lea. Statul era împărțit în provincii (sangeac), fiecare fiind încredințată unui guvernator (sangeacbei).
Suveranul otoman își administra statele cu ajutorul mai multor persoane care își desfășurau activitatea în funcție de domeniul fiecăruia, astfel: 
- Marele vizir = Primul ar fi fost Alâeddîn , fratele celui de-al doilea sultan, Orkhân. În decursul secolului al XV-lea, îndatoririle și responsabilitățile înmulțindu-se, marele vizir a fost asistat de trei viziri. Cei mai mari trei viziri ai Imperiului Otoman au fost: Tonyukuk , Nizamülmülk și Sokullu Mehmet Pașa. În cazul unei campanii militare, marele vizir putea sa dețină comanda supremă a armatei.
- Kâdî’asker-ul (judecător militar al armatei) = șeful  justiției, în Imperiu fiind asistat de cadii. Dacă petițiile citite în consiliu erau prea multe, atunci kâdî’asker-ii erau însărcinați cu preluarea judecării cazurilor, iar dacă acestea erau prea complicate erau transferate cadiului din districtul respectiv.
- Baș-defterdâr (păstrătorul-șef al registrelor) = supraveghea administrația financiară a statului. Prezența primului defterdar s-a semnalat în vremea lui Murad I Hudavendighiar. În secolele al XIV-lea și al XV-lea nu a existat decât un singur defterdâr, care răspundea și de finanțele provinciei Rumelia, postul său fiind dublat sub domnia lui Baiazid al II-lea și de un defterdâr de Anatolia.
- Nișancı-ul (șeful cancelariei imperiale) = supraveghea birourile care eliberau diversele acte ale administrației imperiale. Acesta semna actele emise de divan ori firmanele scrise în numele padișahului.
- Sangeacbei-ul = conducătorul militar al unei provincii. Acesta controla activitatea economică și a administrației urbane dar se ocupa și de actele persoanelor aflate la vârsta pensionării. Sangeacbei-ul mai purta și denumirea de Ümera.
- Yasakcı-ul = funcționar al administrației centrale care intervenea atunci când în arenda unui bun se produceau nereguli.
- Muhtesib-ul = supraveghea piețele, participa la fixarea prețurilor tuturor articolelor ce făceau obiectul unei tranzacții și controla lunar dughenele și meșteșugarii, iar în cazul unor nereguli semnalate, aplica amenzi.
- Timarioții = beneficiari ai taxelor datorate de țărănime.

### Populația urbană
În decursul secolelor al XIV-lea și al XV-lea, patru orașe au dominat în Imperiul Otoman: Istanbul, Adrianopole și Salonic în Rumelia, Bursa în Asia Mică. Majoritatea celor care trăiau la oraș își ducea existența în principal prin punerea în valoare a pământului din jur. Populația imperiului trăia din producția pământului pe care îl lucra. Creșterea oilor asigura aprovizionarea cu carne a populației musulmane, în timp ce populația creștină se ocupa cu creșterea porcilor, mai ales în ținuturile sârbești. Sursa principală de venituri a Porții era constituită din produsele pământului: cereale, legume, fructe, vița de vie, plantațiile de măslini și plantele textile. În orașe au fost aduse de asemenea și mici manufacturi de săpun, vopsitorii, prese de ulei (pentru măsline și semințe de in), fabrici de lumânări, de băuturi făcute din mei fermentat (boza), mori, țesătorii,  pantofării, brutării etc. 
În regiunile de unde se extrăgea aurul și argintul, ca și în mai multe centre urbane din Rumelia și Anatolia, atelierele monetare au asigurat baterea monedelor de aur, argint sau cupru. Astfel de centre au existat la Afyon Kara Hisar, Amasya, Edirne, Ankara, Aydın, Bolu, Bursa, Constantinopol, Konya, Serres, Skopje și Tir. 
Pe lângă micile ateliere de manufacturi au existat și șantiere de construcție a flotei de război, arsenale, turnătorii de tunuri, fabrici de arme de foc ușoare, pulberării și ateliere de uniforme pentru ieniceri.

### Sectorul rural
O bună parte din populația urbană a orașului trăia nu din meșteșugărit ci din valorificarea pământului pe care țăranul îl avea în folosință. Potrivit legii coranice, sultanii erau proprietarii pământului și ai subsolului însă dădeau pământul în folosință țăranilor, uneori chiar în deplină proprietate, rezervându-și dreptul de a reveni asupra acestor concesionări: astfel, [Mahomed al II- lea]  a transformat proprietățile în timâr-e. Țăranii nu dispuneau decât de o suprafață arendată (çift) de câteva hectare, pe care nu o aveau decât în folosință și care, la începuturile statului otoman, nu era transmisibilă decât pe linie masculină. Raiaua (țăranul musulman sau creștin înscris în registrul de recensământ drept cultivator) trebuia să îi plătească timariotului dreptul de intrare în folosință; el dădea și o dijmă din recoltă și plătea o serie de taxe pe oi, porci, pe pescuit, mori, miere și în unele regiuni dunărene, chiar pe găini.Spre deosebire de țăranul occidental, raiaua nu a fost legată de glie și a putut să își părăsească satul de origine pentru a se stabili în altă parte. A existat o minoritate ''ortakçı'' care nu a dispus de această libertate de mișcare, ei fiind obligați să însămânțeze pământul dat de administrație sau de marii demnitari cu o cantitate anume de sămânță.